# ولسوالی فیض‌آباد
فیض‌آباد یکی از ولسوالی‌های ولایت بدخشان در شمال خاوری افغانستان است. شهر فیض‌آباد پایتخت آن است. در سال ۲۰۰۵، چندین بخش از ولسوالی برای ایجاد چندین ولسوالی جدید در داخل استان تقسیم شد. بخش باقیمانده تقریباً ۷۵۵۷۷ نفر ساکن هستند که اکثراً دهقان هستند.